# 加布
加布是西非國家幾內亞比紹的城市，也是加布區的首府，是與畿內亞和塞內加爾的貿易中心，居民主要是信奉伊斯蘭教的富拉尼人，2008年人口14,336。
12°17′N 14°13′W / 12.283°N 14.217°W